# نشان امپراتوری بریتانیا

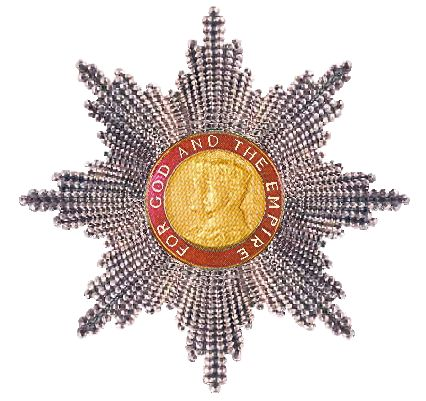
ستارهٔ شوالیهٔ عالی صلیب رتبهٔ امپراتوری بریتانیا

نشان والای امپراتوری بریتانیا (به انگلیسی: Most Excellent Order of the British Empire) یک رتبهٔ شوالیه‌گری است که در سال ۱۹۱۷، توسط جرج پنجم بنا نهاده شد. این رتبه شامل ۵ درجهٔ نظامی و شهروندی می‌شود.
نشان امپراتوری بریتانیا در ابتدا به نامزدان معرفی شده از بریتانیا، سلطه‌های خودگردان امپراتوری (بعدها مشترک المنافع) و نایب‌السلطنه هند اعطا شد. امروزه، نامزدی از کشورهای مشترک المنافع همچنان ادامه دارد، اما بیشتر این کشور‌ها زمانی که نشان خود را ایجاد کردند، معرفی برای انتصابات نشان امپراتوری بریتانیا را متوقف کردند.

## درجه های کنونی
درجه‌ها به‌ترتیبِ نزولیِ ارزش عبارتند از:
- شوالیه صلیب‌دار والامقام امپراتوری بریتانیا (GBE) یا بانوی صلیب‌دار والامقام امپراتوری بریتانیا (GBE)
- شوالیهٔ فرمانده والامقام امپراتوری بریتانیا (KBE) یا بانوی فرمانده والامقام امپراتوری بریتانیا (DBE)
- فرمانده والامقام امپراتوری بریتانیا (CBE)
- افسر والامقام امپراتوری بریتانیا (OBE)
- عضو والامقام امپراتوری بریتانیا (MBE)

## نقد
در سال ۲۰۰۳، ساندِی تایمز فهرستی از افرادی را منتشر کرد که نشان امپراتوری بریتانیا را رد کرده بودند، از جمله دیوید بووی، جان کلیز، نایجلا لاوسون، الگار هاوارث، ال. اس. لوری، جورج مِلی و جی جی بالارد. به‌علاوه، بالارد مخالفت خود را با سیستم افتخارات ابراز کرد و آن را "یک داستان مضحک" خواند.
این نشان به‌دلیل ارتباط نامش با امپراتوری بریتانیا که اکنون منقرض شده‌است، مورد انتقاد قرار گرفته‌است. بنجامین زفانیا، شاعر بریتانیایی با جامائیکایی و باربادوس تبار، انتصاب به عنوان افسر را در سال ۲۰۰۳ علناً رد کرد. به‌گفته وی، این کار او را به یاد "هزاران سال بی رحمی" می انداخت. او همچنین گفت که "این به من یادآوری می کند که چگونه به مادران پیشینم تجاوز و با پدران پیشینم وحشیانه رفتار شد."
در سال ۲۰۰۴، یک کمیته انتخابی مجلس عوام توصیه کرد نام نشان به «نشان تعالی بریتانیا» تغییر داده شود و درجه فرمانده به معاشر تبدیل شود؛ همانطور که در گذشته گفته می شد این درجه "ارتباط نظامی‌گرایانه" دارد.
نویسنده سی. اس. لوئیس، علیرغم اینکه سلطنت‌گرا بود، برای اجتناب از ارتباط با مسائل سیاسی، از دریافت نشان خودداری کرد.

## نگارخانه

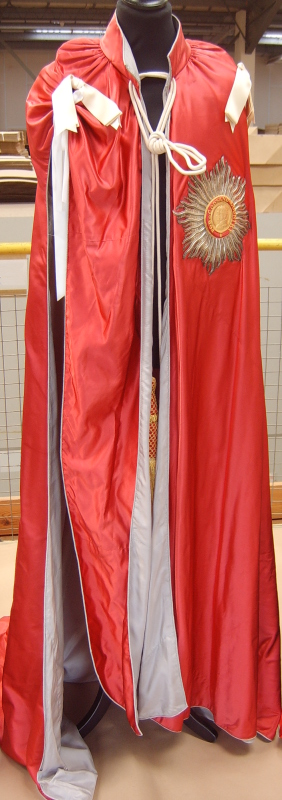
رداء شوالیه یا بانوی صلیب‌دار والا مقام امپراتوری بریتانیا (GBE)
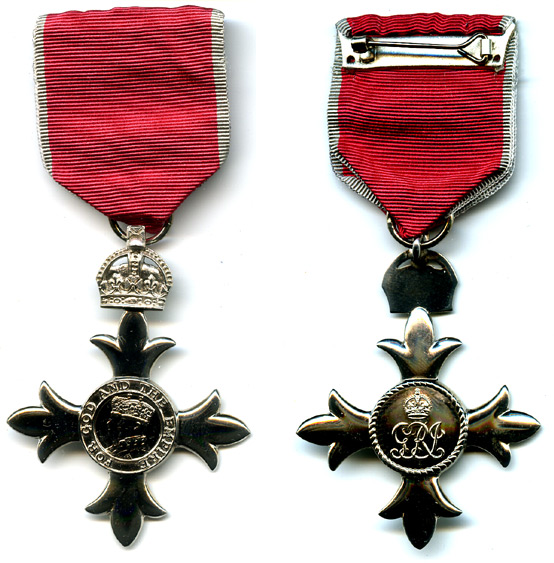
جلو و عقب مدال عضو والا مقام امپراتوری بریتانیا (MBE)
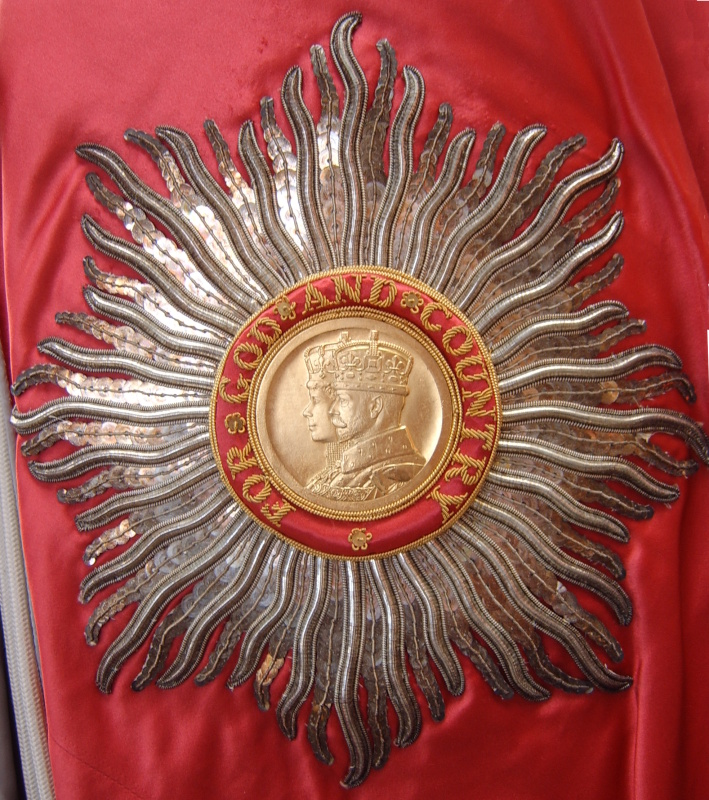
نمای نزدیک از ستاره شوالیه یا بانوی صلیب‌دار والا مقام امپراتوری بریتانیا (GBE)